# Smith (Buenos Aires)
Smith es una localidad de la provincia de Buenos Aires, Argentina, perteneciente al partido de Carlos Casares.

## Ubicación
Se encuentra a 37 km al noroeste de la ciudad de Carlos Casares, accediéndose por la ruta provincial 50.

## Población
Cuenta con 465 habitantes (Indec, 2010), lo que representa un descenso del 8% frente a los 506 habitantes (Indec, 2001) del censo anterior.
| Gráfica de evolución demográfica de Smith entre 1991 y 2010 |
|                                                             |
| Fuente: Censos nacionales del INDEC                         |

## Educación
Existen en dicha localidad, tres niveles educativos: jardín de infantes, educación primaria (con aproximadamente 70 alumnos). Su actual directora es la docente Gladys Caligaris. En la Escuela Primaria hay 6 cursos (de 1° a 6° año).
Asimismo, la escuela secundaria N.º 1 cuenta con 100 alumnos, aproximadamente. Su actual director es el profesor Favio A. Parrucci. Dicha escuela se divide en tres edificios: EXTENSIÓN (funciona 1°, 2° y 3° año de secundaria), SEDE (4°, 5° y 6°), y el anexo, en la localidad de Moctezuma que alberga a alumnos de 1° a 3° año.
Los alumnos de la Extensión cuentan con comedor escolar, ya que cumplen horario extendido, es decir concurren a la Escuela de 10:30 a 17:30.

## Cultura y patrimonio histórico.
En esta se encuentra el "Museo Histórico de Smith". Allí se conserva gran parte de la historia local. Se puede encontrar allí diversos objetos que sirven de testimonio de la historia casarense y de Smith (vestidos, muebles, objetos, fotografías, cuadros, elementos de medicina, etc).
Este museo está dirigido por una comisión, integrada por ciudadanos de la localidad, que cuida del patrimonio histórico y cultural. La entrada es libre y gratuita.